# Reginald Brett, 2. Viscount Esher

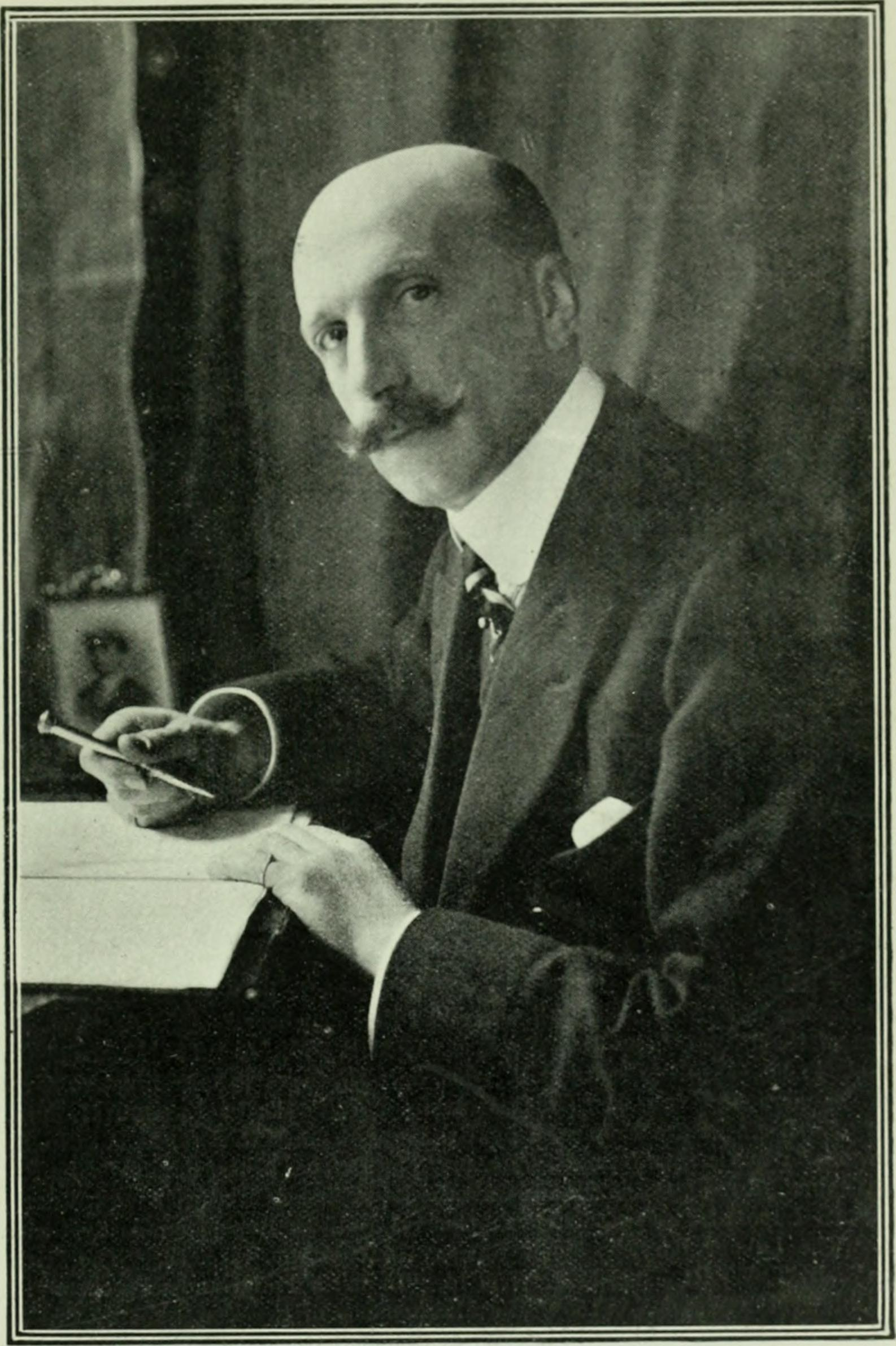
Reginald Brett, 2. Viscount Esher, 1905

Reginald Baliol Brett, 2. Viscount Esher, GCVO, KCB, PC, DL (* 30. Juni 1852; † 22. Januar 1930) war ein Historiker und liberaler Politiker im Vereinigten Königreich.

## Leben
Brett war der Sohn von William Brett, 1. Viscount Esher und Eugénie Mayer (1814–1904). Eugénie war möglicherweise eine uneheliche Tochter von Napoleon Bonaparte und Fanny Meyer, obwohl andere Quellen darauf hindeuten, dass ihr Vater Louis Mayer hieß. In London geboren, besuchte er das Eton College und studierte anschließend am Trinity College in Cambridge. In Eton wurde er ein Schüler von William Johnson Cory, mit dem er ab seinem sechzehnten Lebensjahr bis zu dessen Tod korrespondierte.
Seine politische Karriere begann Brett im Jahr 1880 als Abgeordneter für Penryn und Falmouth, wurde aber bereits fünf Jahre später wieder abgewählt. Nach seiner Niederlage in der Wahl zum Abgeordneten für Plymouth entschied sich Brett, in den Staatsdienst überzuwechseln. 1895 wurde er als beamteter Staatssekretär in die staatliche Bauverwaltung ("Office of Works") berufen, wo er bis 1902 blieb.
Sein Hauptaugenmerk galt der Organisation der großen Staatsakte, welche er seit dem diamantenen Thronjubiläum Königin Victorias 1897 federführend gestaltete. Er prägte somit den Ablauf der uns bis heute als traditionell bekannten öffentlichen Staatsfeierlichkeiten im Vereinigten Königreich entscheidend.
Besonders die Krönungsfeierlichkeiten Edwards VII. und Georgs V. wusste er, zu inszenieren und sie zu einem großartigen staatstragenden Zeremoniell zu entwickeln und zu etablieren. Seine Anweisungen – im Auftrag und Verbindung mit dem eigentlich zuständigen Duke of Norfolk in seiner Eigenschaft als Earl Marshal und den weiteren Great Officers of State – werden seit dieser Zeit als Vorlage aller Staatsakte genutzt, zuletzt bei der Aufbahrung und Beerdigung von Königin Elisabeth, der Königinmutter, im Jahre 2002.
Nach dem Tod seines Vaters am 24. Mai 1899 erbte er den Titel des Viscount Esher. 1901 wurde Brett stellvertretender Gouverneur (später Gouverneur) von Windsor Castle und kam somit bis zu seinem Tod in persönlichen Kontakt zur königlichen Familie. Während dieser Zeit unterstützte er die Edition der persönlichen Papiere und Hinterlassenschaften von Königin Victoria. 1907 veröffentlichte er dazu „Die Korrespondenz der Königin Victoria“.
Vor dem Ersten Weltkrieg beeinflusst er hinter den Kulissen viele Reformen, die von den liberalen Regierungen unter Henry Campbell-Bannerman und Herbert Henry Asquith umgesetzt wurden. Brett war ein Befürworter der britisch-französischen Aussöhnung und damit der Entente cordiale.
Ihm wurden viele öffentliche Ämter angeboten, darunter das eines Vizekönig von Indien und als Kriegsminister, welche Brett aber ablehnte. Einzig seine Berufung in den Privy Council nahm er 1922 an.
Wie schon oben erwähnt, war er von 1901 bis 1928 stellvertretender Constable und Lieutenant-Governor von Windsor Castle und von 1928 bis zu seinem Tode 1930 Constable und Gouverneur.
Lord Esher war auch als Historiker sehr bekannt, neben den oben genannten Arbeiten veröffentlichte er Werke über König Edward VII. und Herbert Kitchener. Zusammen mit dem liberalen Parlamentsabgeordneten Lewis (Loulou) Harcourt gründete er das London Museum, das seine Pforten am 5. März 1912 öffnete.
Der älteste Sohn Bretts, Oliver Sylvain Balliol Brett, wurde Architekt und heiratete Antoinette Heckscher, die Tochter des US-amerikanischen Multimillionärs August Heckscher (Industrieller). Bretts jüngere Tochter, Sylvia, wurde nach der Proklamation ihres Ehemanns Charles Vyner Brooke als Rahja am 24. Mai 1917 die letzte Ranee von Sarawak. Sein zweiter Sohn, Maurice Vyner Baliol Brett, heiratete die berühmte Musicaldarstellerin Zena Dare. Sein drittes Kind war die Malerin Dorothy Brett.

## Veröffentlichungen
- After the War. J. Murray, London 1918, OCLC 17989382.